# Kalinino (Kazakhstan)
Kalinino est une ville du Kazakhstan.

## Divers
La localité a été traversée le 13 mai 2004 par Ewan McGregor et Charley Boorman lors de leur tour du monde en moto effectué en 2004.

## Sources